# Querschläger
Ein Querschläger ist ein Projektil/Langgeschoss, das sich mangels Stabilisierung überschlägt oder vom Ziel oder einem davor liegenden Hindernis abprallt und dann mehr oder weniger seitlich geneigt oder taumelnd mit verminderter Durchschlagskraft und meist geänderter Richtung weiterfliegt. Der Einschlag eines Querschlägers ähnelt mehr einer Ellipse als einem Kreis; auch Einschläge mit der gesamten Breitseite, also quer, sind möglich.
Der Querschläger darf nicht mit dem erwünschten Abpraller oder einem Abprallschuss verwechselt werden. Letzterer fliegt zumeist als Querschläger weiter, weil die Drallstabilisierung durch den Aufprall gestört ist.